# Anthaxia caseyi
Anthaxia caseyi är en skalbaggsart som beskrevs av Jan Obenberger 1914. Anthaxia caseyi ingår i släktet Anthaxia och familjen praktbaggar.

## Underarter
Arten delas in i följande underarter:
- A. c. pseudotsugae
- A. c. santarosae
- A. c. caseyi
- A. c. sublaevis